# Comitato d'Intesa
Il Comitato di intesa è stato un documento del 1925 redatto da alcuni membri del PCd'I in contrapposizione alle posizioni della Direzione centrale sulla condotta del partito nei confronti del fascismo.
Il documento venne firmato il 1º giugno da tre deputati: Onorato Damen, Bruno Fortichiari, Luigi Repossi e inoltre da Mario Lanfranchi, Carlo Venegoni, Mario Manfredi. Venne pubblicato il 7 giugno su L'Unità.
Strutturato in cinque punti programmatici, si contrapponeva alla linea basata su un'adesione pedissequa alle posizioni del Partito Comunista dell'Unione Sovietica e presentava le seguenti richieste:
- che venisse dato alla discussione uno spazio di tempo sufficiente, richiesto dallo stato di impreparazione delle masse del partito e dall'importanza delle questioni;
- che i congressi provinciali fossero tenuti solo dopo una esauriente discussione avvenuta sulla stampa del partito;
- che ai congressi provinciali fosse data facoltà di parlare in contraddittorio ai compagni rappresentanti riconosciuti delle diverse tendenze;
- che la nomina dei delegati al Congresso del partito fosse fatta dai rispettivi congressi federali; nel caso però che tale nomina fosse stata fatta con altri sistemi, fosse data facoltà di scelta degli elementi chiamati a far parte di eventuali comitati ai fiduciari provinciali delle diverse correnti;
- che fosse infine riconosciuto il diritto di nominare e disciplinare gli oratori che avrebbero illustrato al congresso il pensiero di questa o quella corrente.